# بولزي
بولزي، (بالإنجليزية: Bulzi)‏، (سردينيا: Bultzi)، هي بلدية، في مقاطعة ساساري، في منطقة سردينيا الإيطالية، وتقع على بعد حوالي 180 كم (110 ميل) إلى الشمال من كالياري، وحوالي 25 كم (16 ميل) شمال شرق ساساري.

## السكان
في سنة 1861 بلغ عدد السكان 588 نسمة، وتطور العدد ليصل في سنة 2011 لـ 552 نسمة.
يظهر هذا المخطط البياني تطور النمو السكاني لـ بولزي